# Woolacombe

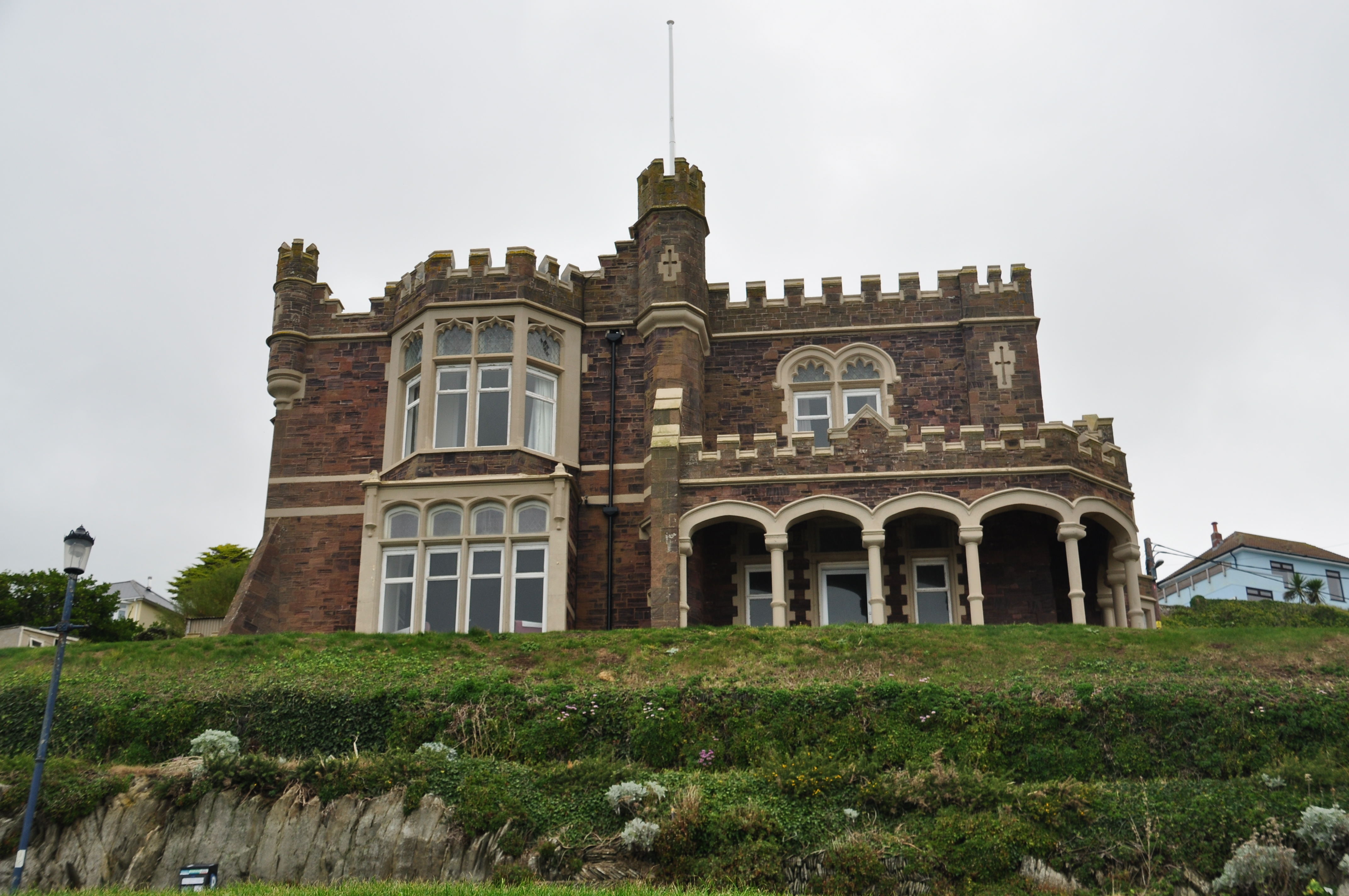
Edificio di Woolacombe

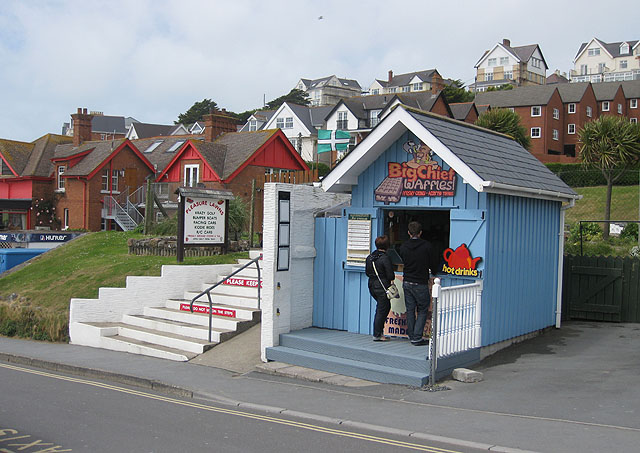
Chiosco a Woolacombe

Woolacombe è una popolare località balneare sull'Oceano Atlantico della costa settentrionale del Devon, nel sud-ovest dell'Inghilterra. Dal punto di vista amministrativo si tratta di una frazione della parrocchia civile di Mortehoe (distretto del North Devon); conta una popolazione di circa 800 abitanti.
Le spiagge della località si sono aggiudicate vari premi.

## Geografia fisica
Woolacombe si trova a circa 13 km a sud-ovest di Ilfracombe e si estende poco a sud del villaggio di Mortehoe..
|  |

## Storia
La spiaggia di Woolacombe fu per circa 800 anni un possedimento della famiglia Chichester.
Ancora negli anni quaranta del XIX secolo, Woolacombe era tuttavia soltanto un piccolo villaggio con pochi edifici in fila lungo l'attuale Beach Road.
A partire dagli anni ottanta del XIX secolo, Woolacombe iniziò a diventare una stazione balneare, grazie al progetto di Arnold Thorne, architetto di Barnestaple. Il progetto prevedeva che numerosi lotti di terra della tenuta dei Chichester venissero affidati a privati per un periodo di 99 anni.
Neglia anni novanta del XIX secolo, vennero quindi edificate numerose ville in stile vittoriano ed edoardiano.
Nel 1905, fu realizzato l'attuale lungomare.
Intorno al 1919, la stazione balneare di Woolacombe era fornita di un ufficio postale, campi da golf e di 45 appartamenti da affittare.
|  |

Nel 1949, con la morte di Lady Chichester, la spiaggia e l'area circostante fu acquistata da un amico della famiglia, Stanley Parkin.

## Monumenti e luoghi d'interesse
Tra gli edifici d'interesse di Woolacombe, figura il Woolacombe Tracey, un maniero medievale che fu la residenza della famiglia Tracey e la chiesa dedicata a San Sabino.
Altro edificio di interesse storico-artistico è il Castle Hotel.

## Società

### Evoluzione demografia
Nel 2014, la popolazione stimata di Woolacombe era pari a circa 790 abitanti.
La località ha quindi conosciuto un decremento demografico rispetto al 2011, quando la popolazione censita era pari a 840 abitanti e al 2001, quando la popolazione censita era pari a 806 abitanti.